# NGC 6814
NGC 6814 (другие обозначения — PGC 63545, MCG -2-50-1, IRAS19399-1026) — галактика с активным ядром в созвездии Орёл. Одна из немногих галактик, просвечивающая сквозь плотный фон Млечного Пути. За счет ее видимости плашмя и сравнительно малой удаленности от нашей Галактики можно рассмотреть ее спиральную структуру. 
Доступна для фотографирования в малые любительские телескопы в южных и средних широтах России.
Этот объект входит в число перечисленных в оригинальной редакции «Нового общего каталога».